# Jarosława Różańska
Jarosława Różańska, z d. Zdrojewska (ur. 19 maja 1961 w Kościerzynie) – polska siatkarka, reprezentantka Polski, czterokrotna mistrzyni Polski i dwukrotna mistrzyni Francji.

## Kariera sportowa
Na początku kariery była zawodniczką Spójni Gdańsk. W 1980 przeszła do Wisły Kraków, z którą wywalczyła dwa tytuły mistrzyni Polski (1982, 1984) i tytuł wicemistrzowski w 1985. W 1985 jej próba zmiany klubu bez zgody Wisły zakończyła się dwuletnią dyskwalifikacją nałożoną przez Polski Związek Piłki Siatkowej. W 1987 została zawodniczką BKS Stal Bielsko-Biała i wywalczyła dwa tytuły mistrzyni Polski (1988, 1989) i dwukrotnie Puchar Polski (1988, 1989). W 1989 została zawodniczką francuskiego klubu Racing Club Paris i zdobyła z nim dwukrotnie mistrzostwo Francji (1990, 1991), następnie występowała w innej francuskiej drużynie - Albi i wywalczyła z nią awans do I ligi. Karierę zakończyła w wieku 35 lat.
Z reprezentacją Polski juniorek zajęła czwarte miejsce na mistrzostwach Europy w 1977. W reprezentacji Polski seniorek debiutowała 15 czerwca 1978 w towarzyskim spotkaniu z RFN. Wystąpiła na mistrzostwach świata w 1978 (11. miejsce),  mistrzostwach Europy w 1983 (9. miejsce), natomiast dwuletnia dyskwalifikacja pozbawiła ją możliwości startu na mistrzostwach Europy w 1985. Do reprezentacji powróciła w 1989, w tym samym roku wystąpiła na mistrzostwach Europy (9. miejsce). Ostatni raz w biało-czerwonych barwach wystąpiła 13 maja 1990 w meczu kwalifikacji mistrzostw świata z Jugosławią. Łącznie w biało-czerwonych barwach wystąpiła w 156 spotkaniach, w tym 127 oficjalnych.
Jej córką jest siatkarka Olivia Różański.